# La Chapelle-de-Guinchay
La Chapelle-de-Guinchay is een gemeente in het Franse departement Saône-et-Loire (regio Bourgogne-Franche-Comté). De plaats maakt deel uit van het arrondissement Mâcon. La Chapelle-de-Guinchay telde op 1 januari 2022 4.038 inwoners.

## Geografie
De oppervlakte van La Chapelle-de-Guinchay bedroeg op 1 januari 2022 12,44 vierkante kilometer; de bevolkingsdichtheid was toen 324,6 inwoners per km².

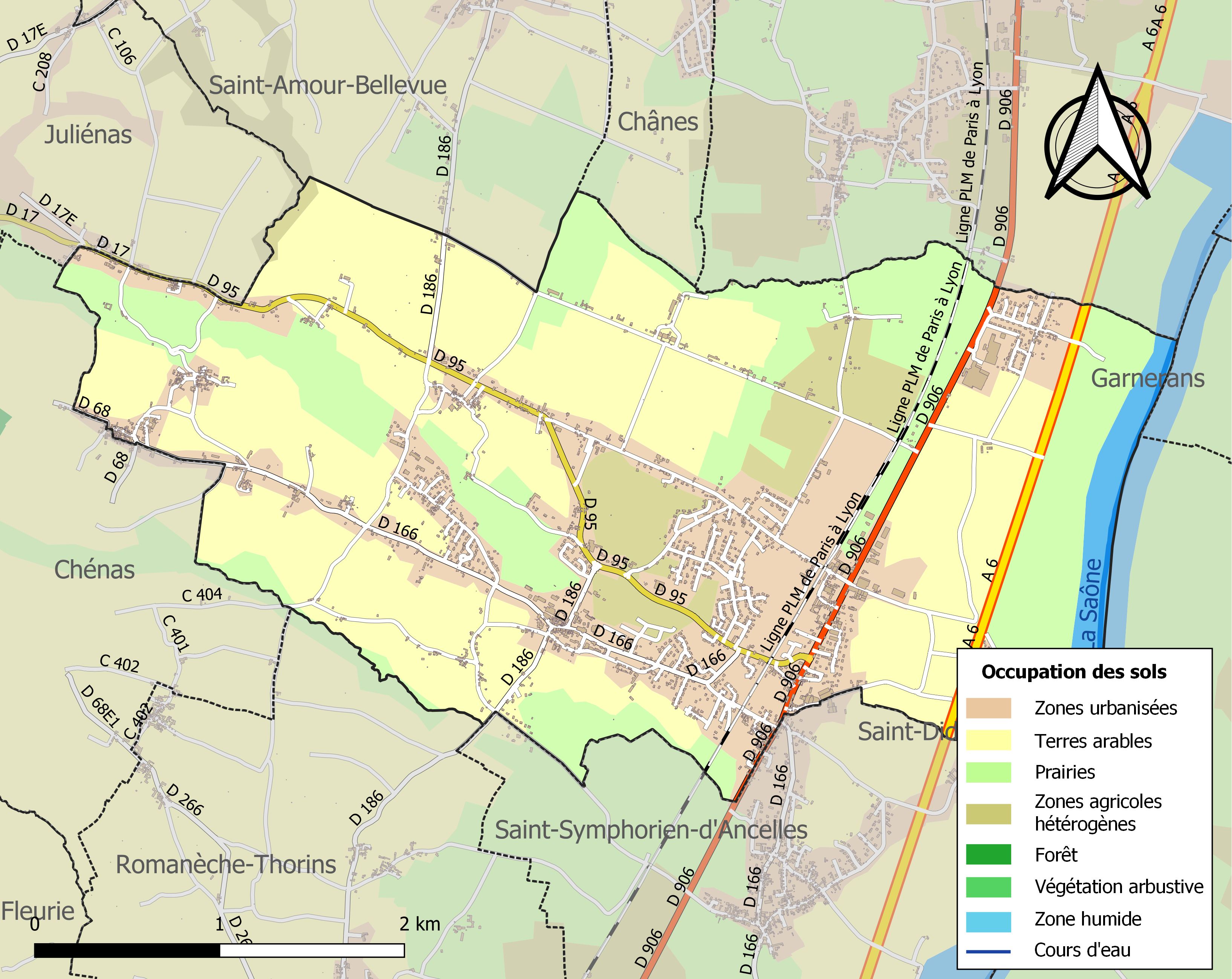
Kaart van de gemeente met de belangrijkste infrastructuur, bodemgebruik en omliggende gemeenten

## Demografie
Onderstaande figuur toont het verloop van het inwonertal (bron: INSEE-tellingen).